# Отражательная печь
Отражательная печь — плавильная печь, в которой тепло передаётся материалу излучением от газообразных продуктов сгорания топлива и от раскалённой внутренней поверхности огнеупорной кладки печи. Отражательными, или рефлекторными, называются также печи в которых излучение высокотемпературного источника (например, дуги) с помощью зеркала фокусируется на нагреваемом объекте.
Отражательной печью обычно называют печи, применяемые для получения металлов и полупродуктов в цветной металлургии (выплавка штейна из медных руд или концентратов, свинца из свинцовых сульфидных концентратов, рафинирование меди, сурьмы, свинца, олова и др.), варки стекла, а также для расплавления чёрных и цветных металлов и сплавов в литейном производстве. К отражательным печам иногда относят мартеновскую печь и двухванную печь, применяемые для производства стали, хотя эти печи имеют существенные отличия от отражательной печи цветной металлургии как по конструкции, так и по режиму теплообмена.
По принципу работы отражательные печи могут быть непрерывными или садочными. В непрерывных отражательных печах загрузка шихтовых материалов и выдача продуктов плавки идут в течение всей работы печи (например, при стекловарении или непрерывном рафинировании свинца). В садочных отражательных печах шихтовые материалы загружаются периодически, а после окончания процесса вся плавка выпускается из печи (например, при выплавке стали в мартеновских или двухванных печах).